# 2020年のメジャーリーグサッカー
2020年のメジャーリーグサッカーは、1996年に最初のシーズンが行われて以来、25回目のメジャーリーグサッカーである。今シーズンから新たに、インテル・マイアミCFとナッシュビルSCが参入し、合計26チームとなった。 
レギュラーシーズンは2月29日に開幕したが、3月12日、MLSは北アメリカでの2019年コロナウイルス感染症（COVID-19）の流行を受け、大会の30日間の中断を発表した。3月19日、その中断は5月10日までに延長された。そして4月17日には少なくとも6月8日までの再延期が発表された。5月1日、禁止されていた野外における選手の個人練習が5月6日に解禁されることが発表された。このCOVID-19のパンデミックは、アメリカ同時多発テロでシーズン後半の試合の多くが中止された2001年シーズン以来であるレギュラーシーズンの中断をもたらした。
6月10日、MLSはシーズン再開への第一歩として「MLSイズ・バック・トーナメント」 (MLS is Back Tournament) という大会をウォルト・ディズニー・ワールド・リゾートのESPNワイド・ワールド・オブ・スポーツ・コンプレックスで7月8日から8月11日まで開催することを発表した。
レギュラーシーズンは「MLSイズ・バック・トーナメント」決勝戦の翌日である8月12日に再開し11月8日まで行われた。プレーオフは11月22日に開始し、決勝戦であるMLSカップは12月12日に行われた。

## チーム

### 場所
| アトランタシカゴラピッズコロンバスD.C.シンシナティダラスヒューストンマイアミLAFCギャラクシーミネソタモントリオールナッシュビルニューイングランドNYCFCレッドブルズオーランドフィラデルフィアティンバースソルトレイクサンノゼシアトルカンザスシティトロントFCバンクーバー 2020年のMLS所属チーム · ウェスタン・カンファレンス イースタン・カンファレンス |
| --- |

### チーム一覧
1. ^ サッカー専用スタジアム ではない。

## レギュラーシーズン
当初の予定では2月29日に開幕し、10月4日に終了する予定であった。東西13チームずつに分かれて、同カンファレンス内の12チームとホームアンドアウェー形式で24試合、もう一方のカンファレンスの13チームのうち10チームと1試合ずつ（ホーム・アウェー5試合ずつ）の計34試合を戦う形式であり、MLSとして初めて、全てのチームと最低1試合ずつの対戦が組まれないこととなった。
上述の通り、3月12日に中断した時点では各チーム2試合しか消化していなかったが、7月の「MLSイズ・バック・トーナメント」のグループステージ（各チーム3試合）の成績をレギュラーシーズンにも組み込む形で再開された。「MLSイズ・バック・トーナメント」終了後、更に18試合ずつを戦い、レギュラーシーズンは各チーム23試合ずつとなった。しかし、COVID-19の影響を受けてコロラド・ラピッズの5試合が延期になるなど、ウエスタンの8チームがプレーオフ開幕までに全試合を消化できなかったため、未消化の試合は中止となり、最終順位は1試合あたりの勝ち点で決定された。
サポーターズ・シールドはフィラデルフィア・ユニオン（14勝4敗5分）が初めて獲得し、CONCACAFチャンピオンズリーグ2021の出場権も獲得した。

## MLSカップ・プレーオフ
シーズン再開と同時にナッシュビルSCがイースタンへ移籍したことに伴い、イースタン14チーム、ウエスタン12チームとなったため、イースタンの上位10チームとウェスタンの上位8チームがプレーオフに進出した。
MLSカップ（プレーオフ決勝）ではコロンバス・クルー（イースタン3位）とシアトル・サウンダーズ（ウェスタン2位）が対戦し、3対0で制したコロンバス・クルーが12年ぶり2回目の優勝を果たすとともに、CONCACAFチャンピオンズリーグ2021の出場権も獲得した。

## MLS is Back Tournament
シーズン中におけるCOVID-19の感染拡大を防ぐためとして、MLSは6月10日に「MLSイズ・バック・トーナメント」 (MLS is Back Tournament) と名付けられたトーナメント方式の大会の開催を発表した。大会はフロリダ州にあるウォルト・ディズニー・ワールド・リゾートのESPNワイド・ワールド・オブ・スポーツ・コンプレックスを会場として無観客で行われる。
この大会が終わった後にレギュラーシーズンが再開される予定であり、またこの大会のグループステージでの成績はレギュラーシーズンの成績としてもカウントされることになっている。また、この大会の優勝チームはCONCACAFチャンピオンズリーグの出場権を獲得することも同時に発表された。
| 日付            | 試合                 |
| --------------- | -------------------- |
| 7月8日          | グループステージ開幕 |
| 7月25日-7月28日 | Round of 16          |
| 7月30日-8月1日  | 準々決勝             |
| 8月5日-8月6日   | 準決勝               |
| 8月11日         | 決勝                 |

なお、FCダラスとナッシュビルSCがCOVID-19陽性者の集団発生により、グループステージの試合を行う前に大会から撤退した。決勝ではポートランド・ティンバーズがオーランド・シティSCを2対1で破り、優勝を果たすとともに、CONCACAFチャンピオンズリーグ2021の出場権も獲得した。

## 表彰

### 各節ベストプレイヤー&イレブン
太字で表記した選手がベストプレイヤー
| ベストイレブン | ベストイレブン      | ベストイレブン                                                   | ベストイレブン                                                  | ベストイレブン                       | ベストイレブン | ベストイレブン               |
| 節             | GK                  | DF                                                               | MF                                                              | FW                                   | ベンチ | 監督                         |
| -------------- | ------------------- | ---------------------------------------------------------------- | --------------------------------------------------------------- | ------------------------------------ | --- | ---------------------------- |
| 1              | フェルメール (LAFC) | アラニス (SJ) ストゥルナ (HOU) ダンカン (NY)                     | ヴァロット (NY) モリノ (MIN) キンダ (SKC) フィンレイ (MIN)      | モリス (SEA) パボン (LA) ベラ (LAFC) | ロブレス (MIA) セグラ (LAFC) T.サントス (DAL) プライス (COL) バルコ (ATL) セララジャン (CLB) ウルティ (MTL)              | ロビン・フレイザー (COL)     |
| 2              | ブレイク (PHI)      | アドナン (VAN) ブリジャン (DC) オパラ (MIN) ローゼンベリー (COL) | バルコ (ATL) G.マルティネス (ATL) グレグシュ (MIN) キンダ (SKC) | アハラ (TOR) プリード (SKC)          | クラーク (POR) ジュパリッチ (POR) グレスネス (PHI) アルトゥール (CLB) T.サントス (DAL) アーロンソン (PHI) リケッツ (VAN) | ピーター・ヴァーミーズ (SKC) |

### 各節ベストゴール
| ベストゴール | ベストゴール             | ベストゴール               | ベストゴール |
| 節           | 選手                     | クラブ                     | 脚注         |
| ------------ | ------------------------ | -------------------------- | ------------ |
| 1            | エマーソン・ハインドマン | アトランタ・ユナイテッドFC | [ 23 ]       |